# Hamburger Appell
Der Hamburger Appell ist ein kurz vor der Bundestagswahl 2005 von 243 Wirtschaftswissenschaftlern unterzeichneter, öffentlicher Appell für wirtschaftspolitische Reformen in Deutschland. Der Appell wurde durch eine Anzeigenserie der Lobbyorganisation Initiative Neue Soziale Marktwirtschaft (INSM), in welcher der Hamburger Appell auszugsweise zitiert wurde, in die breite Öffentlichkeit getragen.

## Entstehung
Der Hamburger Appell wurde im Frühsommer 2005 von den an der Universität Hamburg tätigen Professoren Michael Funke, Bernd Lucke und Thomas Straubhaar initiiert und am 30. Juni 2005 in der Tageszeitung Die Welt veröffentlicht. Vorausgegangen waren Äußerungen von führenden Vertretern der Bundesregierung, die Lohnerhöhungen zur Steigerung der gesamtwirtschaftlichen Nachfrage forderten.

## Inhalte
In dem Appell werden fiskalische Ausgabenprogramme als grundsätzlich untauglich eingestuft. Die gesamtwirtschaftliche Nachfrage sei „eine bedeutende und komplex strukturierte ökonomische Größe, die sich einer nachhaltigen Steuerung weitestgehend entzieht“. Deshalb müsse „eine verantwortungsbewusste Finanzpolitik streng stabilitätsorientiert sein“. Konkret wurde unter anderem gefordert, dass die Geringverdienenden weniger verdienen sollten und die Sozialhilfe vermehrt von Lohnersatzleistungen zu Lohnzuschüssen wechseln müsse.

## Rezeption
Thomas Apolte, einer der Unterzeichner des Hamburger Appells, konstatierte 2009 einen Meinungsumschwung: Ihm zufolge hält die Mehrheit der Ökonomen angesichts der Weltwirtschaftskrise ab 2007 ein massives deficit spending im Augenblick für geboten. Dabei habe der größte Teil der Ökonomen 2005 den von der Öffentlichkeit weitgehend ignorierten Hamburger Appell unterschrieben, in dem fiskalische Ausgabenprogramme nicht nur für die damalige Situation, sondern als grundsätzlich untauglich eingestuft werden.